# ویرجین موبایل فرانسه
ویرجین موبایل فرانسه (انگلیسی: Virgin Mobile France) شرکت مخابرات فرانسوی است، که در سال ۲۰۰۰ توسط ریچارد برانسون تأسیس شد.